# Нові мутанти (Marvel Comics)
Нові мутанти (англ. New Mutants) — вигадана команда супергероїв-мутантів, що з'являються в американських коміксах видавництва Marvel Comics, як правило, в асоціації з Людьми Ікс. Спочатку зображені як підлітки молодшого класу Інституту Ксав'єра, наступні історії зображували персонажів як дорослих супергероїв або як вчителів і наставників для молодих мутантів.
Команда вперше з'явилася в «The New Mutants» (вересень 1982) Кріса Клермонта та художника Боба МакЛауда, що є частиною серії «Marvel Graphic Novel», а потім продовжилася серією, яка виходила з 1983 по 1991 рік. Як і головна серія «X-Men», також написана Клермонтом, «The New Mutants» мали ансамблевий акторський склад, з історіями, часто зосередженими на взаємостосунках і дорослішанні, поєднуючи підліткову драму з екшеном і пригодами. Пізніше назву перебрала на себе письменниця Луїза Сімонсон, зрештою, взявши більш орієнтований на дію фокус під керівництвом художника Роба Ліфелда, який перезапустив персонажів як Силу Ікс після закінчення серіалу.
З моменту заснування було опубліковано кілька коміксів «The New Mutants», які зосереджувалися або на продовженні пригод оригінальної команди, або на нових групах молодих мутантів, або на комбінації обох цих напрямків. Окремі персонажі з'являлися в різних кіно-, теле- та інших медіаадаптаціях франшизи «Люди Ікс», тоді як більша частина оригінального складу «Нових мутантів» була представлена в однойменному фільмі жахів студії 20th Century Studios 2020 року.

## Склад команди
У 1982 році оригінальна команда дебютувала в«Marvel Graphic Novel» #4. Спочатку очолювана Професором Ікс, а згодом Магнето, команда поступово розширювалася внаслідок додаткових рекрутів, а в наступних томах і назвах з'являлися різноманітні члени команди та пов'язані з нею персонажі.
| Персонаж      | Справжнє ім'я          | Час приєднання до команди      | Примітки                   |
| ------------- | ---------------------- | ------------------------------ | -------------------------- |
| Професор Ікс  | Чарльз Франциз Ксав'єр | Marvel Graphic Novel #4 (1982) | Засновник команди          |
| Карма         | Сіань «Шань» Кой Мань  | Marvel Graphic Novel #4 (1982) | Первісний керівник команди |
| Вовчак        | Ране Сінклер           | Marvel Graphic Novel #4 (1982) |                            |
| Міраж         | Деніелла Мунстар       | Marvel Graphic Novel #4 (1982) | Можливий співкерівник      |
| Гарматне ядро | Семюел Закарі Ґатрі    | Marvel Graphic Novel #4 (1982) | Можливий співкерівник      |
| Сонячна пляма | Роберто Да Коста       | Marvel Graphic Novel #4 (1982) |                            |

| Персонаж       | Справжнє ім'я                  | Час приєднання до команди      | Примітки                          |
| -------------- | ------------------------------ | ------------------------------ | --------------------------------- |
| Тіньова кішка  | Кетрін Енн Прайд               | Uncanny X-Men #167 (1983)      |                                   |
| Магма          | Амара Юліана Олівіанс Аквілла  | New Mutants #13 (1984)         |                                   |
| Меджик         | Ілляна Миколаївна Распутіна    | New Mutants #14 (1984)         |                                   |
| Ворлок         | Ворлок                         | New Mutants #21 (1984)         |                                   |
| Сайфер         | Дуглас Аарон Ремзі             | New Mutants #21 (1984)         |                                   |
| Магнето        | Макс «Магнус» Ейзенхардт       | Uncanny X-Men #200 (1985)      | Директор школи (замість Ксав'єра) |
| Пташиний мозок | Пташиний мозок                 | New Mutants #55 (1987)         |                                   |
| Вогняний кулак | Рассел «Расті» Коллінз         | New Mutants #77 (1989)         |                                   |
| Скідз          | Саллі Блевінс                  | New Mutants #77 (1989)         |                                   |
| Ріктор         | Хуліо Естебан Ріхтер           | New Mutants #77 (1989)         |                                   |
| Бум-Бум        | Табіта «Таббі» Сміт            | New Mutants #77 (1989)         |                                   |
| Кейбл          | Натан Крістофер Чарльз Саммерс | New Mutants #89 (1990)         | Лідер (на заміну Магнето)         |
| Варпаф         | Джеймс Праудстар               | New Mutants #99 (1991)         |                                   |
| Шаттерстар     | Ґаведра Севен/Бенджамін Рассел | New Mutants #100 (1991)        |                                   |
| Ферал          | Марія Калласантос              | New Mutants #100 (1991)        |                                   |
| Блим           | Клариса Ферґюсон               | Cable #150 (2017)              |                                   |
| Лонґшот        |                                | Cable #150 (2017)              |                                   |
| Ікс-23         | Лаура Кінні                    | Cable #150 (2017)              |                                   |
| Броня          | Хісако Ічікі                   | Cable #150 (2017)              |                                   |
| Дуп            |                                | Cable #150 (2017)              |                                   |
| Силач          | Ґвідо Кароселла                | Phoenix Resurrection #2 (2018) |                                   |
| Чамбер         | Джонотон Еван «Джоно» Старсмор | New Mutants, vol. 4 #1 (2019)  |                                   |
| Мондо          |                                | New Mutants, vol. 4 #1 (2019)  |                                   |
| Ескапейд       | Шела Секстон                   | New Mutants, vol. 4 #31 (2022) |                                   |

| Персонаж            | Справжнє ім'я          | Час приєднання до команди | Примітки       |
| ------------------- | ---------------------- | ------------------------- | -------------- |
| Міраж               | Даніелла Мунстар       | New X-Men (Volume 2) #2   | Радник команди |
| Танцівниця з вітром | Софія Елізабет Мантеґа | New X-Men (Volume 2) #2   |                |
| Воллфлауер          | Лорі Коллінз           | New X-Men (Volume 2) #2   |                |
| Вундеркінд          | Девід Аллейн           | New X-Men (Volume 2) #2   |                |
| Прилив              | Норіко Ашида           | New X-Men (Volume 2) #2   |                |
| Еліксир             | Джош Фолі              | New X-Men (Volume 2) #2   |                |
| Візер               | Кевін Форд             | New X-Men (Volume 2) #2   |                |
| Ікар                | Джошуа Ґатрі           | New X-Men (Volume 2) #2   |                |

| Персонаж        | Справжнє ім'я      | Час приєднання до команди      | Примітки |
| --------------- | ------------------ | ------------------------------ | -------- |
| Енол            | Віктор Борковський | New Mutants, vol. 4 #14 (2020) |          |
| Скаут           | Ґабріель Кінні     | New Mutants, vol. 4 #14 (2020) |          |
| Дощевий хлопчик | Карл Алстон        | New Mutants, vol. 4 #14 (2020) |          |
| Космар          | Наташа Рєпіна      | New Mutants, vol. 4 #14 (2020) |          |
| Церебелла       | Марта Йоганссон    | New Mutants, vol. 4 #14 (2020) |          |

## Видання

### Том 1
| Назва                                        | Випуски | Дата випуску  | ISBN                   |
| -------------------------------------------- | --- | ------------- | ---------------------- |
| New Mutants Classic, Volume 1                | The New Mutants #1–7; Marvel Graphic Novel #4; Uncanny X-Men #167                                                                                            | Травень 2006  | ISBN 0785121943        |
| New Mutants Classic, Volume 2                | The New Mutants #8–17 | Січень 2007   | ISBN 0785121951        |
| New Mutants Classic, Volume 3                | The New Mutants #18–25, Annual #1 | Травень 2008  | ISBN 0785131191        |
| New Mutants: The Demon Bear Saga             | The New Mutants #18–21 | Грудень 1990  | ISBN 0871356732        |
| New Mutants Classic, Volume 4                | The New Mutants #26–34 | Березень 2009 | ISBN 0785137289        |
| New Mutants Classic, Volume 5                | The New Mutants #35–40; New Mutants Special Edition; Uncanny X-Men Annual #9                                                                                 | Березень 2010 | ISBN 0785144609        |
| New Mutants Classic, Volume 6                | The New Mutants #41–47; Annual #2; Uncanny X-Men Annual #10                                                                                                  | Серпень 2011  | ISBN 0785155449        |
| X-Men: Mutant Massacre                       | The New Mutants #46; Uncanny X-Men #210–213; X-Factor #9–11; Thor #373–374; Power Pack #27                                                                   | Жовтень 2001  | ISBN 0785102248        |
| New Mutants Classic, Volume 7                | The New Mutants #48–54; Annual #3 | Травень 2012  | ISBN 978-0785159711    |
| New Mutants Forever                          | The New Mutants #53–54; New Mutants Forever #1–5 | Лютий 2011    | ISBN 9780785147473     |
| X-Men: Fall of the Mutants Vol. 1            | The New Mutants #55–61; Uncanny X-Men #220–227; Incredible Hulk #340                                                                                         | Лютий 2013    | ISBN 978-0785167440    |
| X-Men: Fall of the Mutants                   | The New Mutants #59–61; Uncanny X-Men #225–227; X-Factor #24–26                                                                                              | Лютий 2002    | ISBN 0785108254        |
| X-Men: Fall of the Mutants Omnibus           | New Mutants #55–61; Uncanny X-Men #220–227; X-Factor #19–26; Captain America #339; Daredevil #252; Fantastic Four #312; Incredible Hulk #340; Power Pack #35 | Травень 2011  | ISBN 978-0-7851-5822-6 |
| X-Men: Inferno Prologue                      | The New Mutants #62–70, Annual #4; Uncanny X-Men #228–238, Annual #12; X-Factor #27–32, Annual #3; Material from Marvel Age Annual #4; Marvel Fanfare #40    | Грудень 2014  | ISBN 0785192735        |
| X-Men: Inferno                               | The New Mutants #71–73; Uncanny X-Men #239–243; X-Factor #36–39                                                                                              | Грудень 1996  | ISBN 0785102221        |
| X-Men: Inferno (Hardcover edition)           | New Mutants #71–73; Uncanny X-Men #239–243; X-Factor #33–40; X-Terminators #1–4; X-Factor Annual #4                                                          | Червень 2009  | ISBN 978-0785137771    |
| Cable and the New Mutants                    | The New Mutants #86–94, New Mutants Annual #5 | Січень 2011   | ISBN 0785149708        |
| Cable Classic, Volume 1                      | The New Mutants #87; Cable: Blood and Metal #1–2; Cable #1–4                                                                                                 | Березень 2008 | ISBN 078513123X        |
| X-Men: X-Tinction Agenda                     | The New Mutants #95–97; Uncanny X-Men #270–272; X-Factor #60–62                                                                                              | Листопад 1991 | ISBN 0871359227        |
| X-Men: X-Tinction Agenda (Hardcover edition) | New Mutants #95–97; Uncanny X-Men #235–238 & #270–272; X-Factor (1986) #60–62                                                                                | Серпень 2011  | ISBN 978-0785155317    |
| Deadpool Classic, Volume 1                   | The New Mutants #98; Deadpool ("The Circle Chase") #1–4; Deadpool, vol. 2 ("Sins of the Past") #1–4; Deadpool, vol. 3 #1                                     | Травень 2008  | ISBN 0785131248        |
| X-Force: Shatterstar                         | The New Mutants #99–100; X-Force: Shatterstar #1–4 | Серпень 2005  | ISBN 0785116338        |
| X-Force: A Force to be Reckoned With         | The New Mutants #98–100, X-Force #1–4, Spider-Man #16 | Січень 2011   | ISBN 978-0785149842    |

### Том 2
| Назва                                             | Випуски                                           | Дата випуску  | ISBN                |
| ------------------------------------------------- | ------------------------------------------------- | ------------- | ------------------- |
| New Mutants: Back to School                       | New Mutants, vol. 2 #1–6                          | Березень 2005 | ISBN 0785112421     |
| New Mutants: Back to School – Complete Collection | New Mutants, vol. 2 #1–13; X-Men Unlimited #42–43 | Січень 2018   | ISBN 978-1302910327 |

### Том 3
| Назва                                    | Випуски | Дата випуску   | ISBN            |
| ---------------------------------------- | --- | -------------- | --------------- |
| New Mutants: Return of Legion            | New Mutants, vol. 3 #1–5; Marvel Spotlight: New Mutants | December 2009  | ISBN 0785139923 |
| New Mutants: Necrosha                    | New Mutants, vol. 3 #6–11 | May 2010       | ISBN 0785139931 |
| X-Necrosha                               | New X-Men #32; X-Force vol. 3 #11, #21–25; New Mutants vol. 3 #6–8; X-Men: Legacy #231–234; X-Force/New Mutants: Necrosha One-Shot; X Necrosha: The Gathering; material from X-Force vol. 3 Annual #1 | December 2010  | ISBN 078514675X |
| X-Men: Second Coming                     | Second Coming: Prepare; Second Coming #1–2; Uncanny X-Men #523–525; New Mutants, vol. 3 #12–14; X-Men Legacy #235–237; X-Force vol. 3 #26–28                                                          | September 2010 | ISBN 0785146784 |
| New Mutants: Fall of the New Mutants     | New Mutants, vol. 3 #15–21 | March 2011     | ISBN 0785145834 |
| X-Men: Age of X                          | Age of X: Alpha; X-Men Legacy #245–247; New Mutants, vol. 3 #22–24; Age of X: Universe #1–2 | July 2011      | ISBN 078515289X |
| New Mutants: Unfinished Business         | New Mutants, vol. 3 #25–28 | October 2011   | ISBN 078515230X |
| Fear Itself: Wolverine/New Mutants       | Fear Itself: Wolverine #1–3; New Mutants, vol. 3 #29–32 | April 2012     | ISBN 0785158081 |
| New Mutants: A Date with the Devil       | New Mutants, vol. 3 #33–37 | April 2012     | ISBN 0785152326 |
| New Mutants: De-Animator                 | New Mutants, vol. 3 #38–41 | November 2012  | ISBN 0785161600 |
| Journey Into Mystery/New Mutants: Exiled | New Mutants, vol. 3 #42–43, Exiled #1, Journey Into Mystery #637–638 | September 2012 | ISBN 0785165401 |
| New Mutants: Fight the Future            | New Mutants, vol. 3 #44–50 | December 2012  | ISBN 0785161619 |

### Том 4
| Назва                                      | Випуски                   | Дата випуску      | ISBN                |
| ------------------------------------------ | ------------------------- | ----------------- | ------------------- |
| New Mutants by Jonathan Hickman – Volume 1 | New Mutants #1–2, 5, 7    | 12 травня 2020    | ISBN 978-1302919924 |
| New Mutants by Ed Brisson – Volume 1       | New Mutants #3–4, 6, 8–12 | 24 листопада 2020 | ISBN 978-1302919931 |
| New Mutants by Vita Ayala – Volume 1       | New Mutants #14–18        | 10 серпня 2021    | ISBN 978-1302927875 |
| New Mutants by Vita Ayala – Volume 2       | New Mutants #19–24        | 12 серпня 2022    | ISBN 978-1302931193 |
| New Mutants by Vita Ayala – Volume 3       | New Mutants #25–28        | 8 листопада 2022  | ISBN 978-1302931209 |